# فيرخنيي كيغي
فيركنيي كيغي (بالروسية: Верхние Киги) هي مدينة في جمهورية باشكورتوستان في روسيا. ويبلغ عدد سكانها حوالي 6784 نسمة.